# Check in
Check in je neophodna procedura koja se odvija odmah kada gost udje u hotel. Gost predaje recepcioneru svoje lične podatke (lična karta i pasoš) i biva upisan u listu gostiju. Nakon toga gost dobija ključ (karticu) od sobe koja mu je dodeljena. Time se završava procedura check in-a u hotelu.
Vreme check in-a varira od hotela do hotela ali najčešće je od 12h do 15h. Gosti se mogu prijaviti u hotel i posle 15h. Neki hoteli nemaju odredjenu granicu check in-a.

## Check in na aerodromu
Check in na aerodromu omogućava putniku da prodje kroz izlaz (kapiju) da bi došao do aviona, da preda prtljag i uopšte da putuje jer tokom ove procedure dobija avionsku kartu. Putnik tokom prijave mora da preda svoje lične podatke (lična karta i pasoš) i vizu po potrebi.
Check in počinje dva sata pre leta a završava se 30 do 60 minuta pre leta.